# Ernst Heymann
Ernst Heymann (* 6. April 1870 in Berlin; † 2. Mai 1946 in Tübingen) war ein deutscher Jurist und Rechtswissenschaftler. Er war Geheimer Justizrat.

## Leben
Im Jahre 1889 legte er am Breslauer Maria-Magdalenen-Gymnasium die Reifeprüfung ab. Anschließend studierte er bis 1892 Jura an der Schlesischen Friedrich-Wilhelms-Universität zu Breslau. Er war Mitglied der Studentenverbindung Wratislavia Breslau. Heymann wurde 1899 Professor an der Friedrich-Wilhelms-Universität zu Berlin. 1902 wurde er auf den Lehrstuhl für Rechtswissenschaft der  Albertus-Universität Königsberg berufen, zwei Jahre später wechselte er an die Philipps-Universität Marburg. 1914 kehrte er nach Berlin an die Friedrich-Wilhelms-Universität zurück.
Seit dem Jahr 1918 war Heymann ordentliches Mitglied der Preußischen Akademie der Wissenschaften. 1925 wurde er zum korrespondierenden Mitglied der Göttinger Akademie der Wissenschaften gewählt. Von 1926 bis 1938 war er Sekretar der Philosophisch-historischen Klasse der Akademie, danach zunächst bis 1939 kommissarischer Vizepräsident und von 1939 bis 1942 schließlich ordentlicher Vizepräsident. Heymann war langjähriger Vorsitzender der Akademiekommissionen „Deutsches Rechtswörterbuch“, „Deutsche Kommission“ und „Vocabularium Iurisprudentiae Romanae“ sowie Justizsachverständiger der Akademie.
Seit 1926 war Heymann wissenschaftlicher Berater des Kaiser-Wilhelm-Instituts für ausländisches und internationales Privatrecht (KWI). Von 1929 bis 1932 und später wieder ab 1943 war Heymann Mitglied des Senats der Kaiser-Wilhelm-Gesellschaft (der heutigen Max-Planck-Gesellschaft). Von 1931 bis 1933 war er Präsident der Juristischen Gesellschaft zu Berlin. Zudem war er Mitglied der Zentraldirektion und Leiter der Abteilung „Leges“ der Monumenta Germaniae Historica.
Nach der „Machtergreifung“ der Nationalsozialisten gehörte er im Mai 1934 zu den Gründungsmitgliedern des Ausschusses für Rechtsphilosophie innerhalb der nationalsozialistischen Akademie für Deutsches Recht. Von 1937 bis 1946 war er Wissenschaftliches Mitglied der Kaiser-Wilhelm-Gesellschaft und leitete – bis 1938 zunächst kommissarisch – als Nachfolger des vom NS-Regime zur Niederlegung seines Amtes gezwungenen und 1939 emigrierten Ernst Rabel das Kaiser-Wilhelm-Institut für ausländisches und internationales Privatrecht, dessen Neuausrichtung im Sinne einer „völkischen Profilierung“ er vorantrieb. Sein Renommee setzte er dazu ein, eine vom nationalsozialistischen Rechtsverständnis geprägte Lesart des internationalen Privatrechts (IPR) auch auf internationaler Ebene zu befördern, und koordinierte in diesem Sinn die deutschen Beiträge zum II. Internationalen Kongress für Rechtsvergleichung in Den Haag 1937. In diesen Kontext gehört der Aufbau eines Zentrums der rechtsvergleichenden Grundlagenforschung am KWI. Allerdings isolierten sich die deutschen Vertreter durch ihre Positionen zusehends vom internationalen Diskurs und das IPR wurde unter Heymanns Institutsleitung in der bis dahin auf diesem Gebiet führenden deutschen Rechtswissenschaft zu einem randständigen Thema. 1939 gehörte Heymann zu den Autoren der Festschrift Deutsche Wissenschaft – Arbeit und Aufgabe zu Hitlers 50. Geburtstag. Der Titel seines Beitrages lautete Deutsche Handelsrechtswissenschaft. 1943 wurde seine Berliner Wohnung ausgebombt, woraufhin er mit seiner Frau in Wittenberg wohnte und zur Arbeit nach Berlin fuhr. Im Rahmen der Evakuierung Berlins siedelte er 1944 mit den Mitarbeitern des Instituts nach Tübingen über.

## Schriften (Auswahl)
- Wird nach römischem Recht die Verjährung von Amtswegen berücksichtigt? Schletter, Breslau 1894 (Dissertation Universität Breslau 1894).
- Das Vorschützen der Verjährung: zugleich ein Beitrag zur Lehre von Exceptio und Einrede. Schletter, Breslau 1895 (Digitalisat).
- Die Grundzüge des gesetzlichen Verwandten-Erbrechts nach dem Bürgerlichen Gesetzbuch für das Deutsche Reich (Reichstagsvorlage). Fischer, Jena 1896 (= Abhandlungen zum Privatrecht und Civilprozeß des Deutschen Reiches. Band 1,[1]) (Digitalisat).
- Zum Ehegüterrecht der hl. Elisabeth. In: Zeitschrift des vereins für thüringische Geschichte. Band 27, 1909.
- Das Verschulden beim Erfüllungsverzug: zugleich ein Beitrag zur Geschichte des Obligationenrechts. Elwert, Marburg 1913 (= Arbeiten zum Handels-, Gewerbe- und Landwirtschaftsrecht. Band 18) (Nachdruck: Keip, Frankfurt/M. 1970).
- Die Rechtsformen der militärischen Kriegswirtschaft als Grundlage des neuen deutschen Industrierechts. Elwert, Marburg 1921 (= Arbeiten zum Handels-, Gewerbe- und Landwirtschaftsrecht. Band 34).
- Rechtswissenschaft. In: Gustav Abb (Hrsg.): Aus fünfzig Jahren deutscher Wissenschaft. Die Entwicklung ihrer Fachgebiete in Einzeldarstellungen. De Gruyter, Berlin 1930, S. 104–135.